# Курганов Валеріан Петрович
Валеріан Петрович Курганов (Курган) (12 червня 1910 — 21 вересня 1975, місто Свердловськ, тепер Єкатеринбург, Росія) — український радянський господарський діяч, директор Київського заводу «Більшовик», директор заводу «Уралхіммаш». Член ЦК КП(б)У в червні 1938 — січні 1949 року.

## Біографія
Народився в родині слюсаря Київського машинобудівного заводу Гретера і Криванека.
Трудову діяльність розпочав робітником Київського машинобудівного заводу Гретера і Криванека (потім — заводу «Більшовик»). Закінчив школу фабрично-заводського навчання, працював на заводі формувальником.
Член ВКП(б) з 1932 року.
Закінчив без відриву від виробництва технікум. Перебував на відповідальній інженерно-технічній роботі, був бригадиром, майстром плацу, начальником модельного цеху Київського машинобудівного заводу «Більшовик».
З 1937 до серпня 1941 року — директор Київського машинобудівного заводу «Більшовик». Під час німецько-радянської війни в серпні 1941 року евакуював завод на Урал.
У серпні 1941 — 1955 року — директор Уральського заводу хімічного машинобудування («Уралхіммаш») у місті Свердловську (тепер — Єкатеринбурзі).
Потім — персональний пенсіонер союзного значення.
Автор книги «Так народжувався Уралхіммаш» (1973).
Помер 21 вересня 1975 року в Свердловську. Похований на Нижньоісетському цаинтарі.

## Нагороди
- два ордени Леніна (5.08.1944,)
- орден Вітчизняної війни 1-го ст. (16.09.1945)
- ордени
- медалі